# Original Six

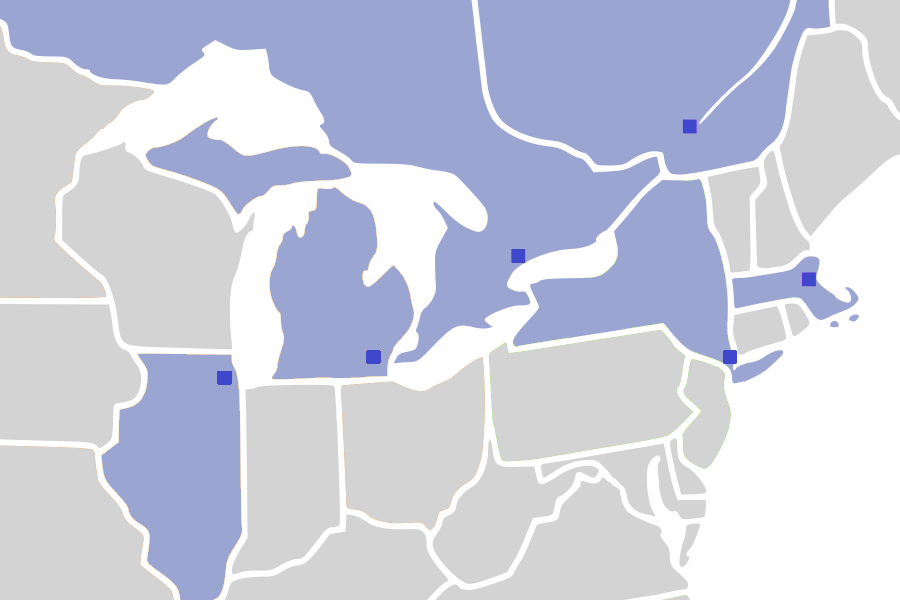
Mappa delle Original Six

Con il termine Original Six si intende il gruppo di sei franchigie che composero la National Hockey League (NHL) nelle venticinque stagioni fra il 1942-43 e l'espansione della lega nel 1967. Le sei squadre erano i Boston Bruins, i Chicago Black Hawks, i Detroit Red Wings, i Canadiens de Montréal, i New York Rangers ed i Toronto Maple Leafs. Tutte e sei le Original Six sono ancora in attività.
Propriamente il termine non è corretto, poiché in precedenza erano già state fondate e dissolte altre franchigie della NHL prima del 1942, alcune delle quali fondate prima delle Original Six. Il termine nacque dopo l'espansione della lega nel 1967, con le squadre preesistenti che vollero distinguersi dalle nuove chiamandosi "Original Six" ("le sei originali"). Solo due delle sei squadre presero parte alla prima stagione della NHL nel 1917-18, tuttavia le altre quattro nacquero nel primo decennio di vita della lega, oltre quaranta anni prima di tutte le altre 24 squadre appartenenti alla lega.

## Lista delle Original Six
| Squadra             | Città                   | Fondazione | Ingresso nella NHL |
| ------------------- | ----------------------- | ---------- | ------------------ |
| Boston Bruins       | Boston, Massachusetts   | 1924       | 1924               |
| Chicago Blackhawks  | Chicago, Illinois       | 1926       | 1926               |
| Detroit Red Wings   | Detroit, Michigan       | 1926       | 1926               |
| Montreal Canadiens  | Montréal, Québec        | 1909       | 1917               |
| New York Rangers    | New York City, New York | 1926       | 1926               |
| Toronto Maple Leafs | Toronto, Ontario        | 1917       | 1917               |

## Storia
La NHL negli anni 1920 era composta da dieci formazioni, ma la lega visse un periodo di gravi difficoltà a causa della Grande depressione, perdendo in pochi anni i Pittsburgh Pirates, gli Ottawa Senators ed i Montreal Maroons, tutte a causa di problemi finanziari. I New York Americans, una delle prime squadre d'espansione della lega, insieme ai Bruins e ai Maroons – resistettero più a lungo, tuttavia in concomitanza della seconda guerra mondiale le ristrettezze economiche generali e la mancanza di numerosi giocatori canadesi impiegati nell'esercito a partire dal settembre del 1939 contribuirono alla crisi della squadra. Gli Americans terminarono le attività nell'autunno del 1942, lasciando la NHL ridotta a sole sei squadre. Nonostante i tentativi di avviare nuove franchigie al termine della guerra, così come quelli di rifondare i Maroons e gli Americans, la lega rimase ristretta a sole sei formazioni per le successive venticinque stagioni.
Nel secondo dopoguerra, tutti e sei i proprietari delle squadre NHL si opposero costantemente alle proposte di espansione, e agli occhi degli osservatori ogni volta modificavano i criteri validi per l'accesso alla lega, in modo da rifiutare qualsiasi offerta. Secondo i critici inoltre i proprietari promisero soltanto di riattivare squadre non più attive come i Maroons e gli Americans.

## Fine delle Original Six
Nel 1963 il nuovo proprietario dei Rangers, William M. Jennings, avanzò per primo l'idea di espandere la lega verso la West Coast aggiungendo due franchigie per la stagione 1964–65. A sua difesa vi erano le preoccupazioni per un'eventuale trasformazione in breve tempo della Western Hockey League da lega amatoriale ad una professionistica. Inoltre sperava che l'avvento della costa occidentale rendesse il campionato davvero nazionale, in modo da attirare di nuovo l'interesse delle emittenti televisive statunitensi dopo la fine dell'accordo con la CBS. Mentre i proprietari continuavano ad opporsi, apparve sempre più evidente agli occhi di tutti il fatto che prima o poi la lega si sarebbe dovuta espandere ad altri mercati. Nel 1965 sotto la guida del presidente Clarence Campbell fu approvato l'ingresso di sei nuove squadre, così da raddoppiare il numero di squadre della NHL. Nel febbraio del 1966 furono annunciate le città vincenti: Los Angeles, Minneapolis, Philadelphia, Pittsburgh, San Francisco e St. Louis.
L'era delle Original Six terminò con i Toronto Maple Leafs che sconfissero i Canadiens de Montréal nelle finali della Stanley Cup del 1967 per 4-2.